# Diabolic
Diabolic est un groupe de death metal américain originaire de Tampa, en Floride, fondé en 1996 par le batteur Aantar Lee Coates et le guitariste Kelly McLauchlin. 

## Histoire
Les débuts de Diabolic remontent à 1996, lorsque le batteur Aantar Coates (Exmortis, Horror of Horrors, Unholy Ghost, Blastmasters) s'associe au guitariste Kelly McLauchlin (Pessimist, Unholy Ghost, Possessed) pour enregistrer la toute première démo intitulée Diabolic, composée de quatre chansons. Bien que cette démo ne soit jamais sortie officiellement, et envoyée uniquement à des contacts choisis dans l'underground, elle marque le début du succès qui a suivi pour le groupe.
En janvier 1997, Aantar Coates, s'installe à Tampa, en Floride, et après avoir formé le premier line-up complet, il enregistre et publié la démo à succès City of the Dead. Cette démo fait immédiatement remarquer le groupe dans la presse underground mondiale et est ensuite publiée en MCD sur Fadeless Records. En 1998, Diabolic fait ses débuts en première partie de Vader à Tampa, puis au Milwaukee Metalfest XII. Le groupe se consolide rapidement pour inclure Aantar Coates à la batterie, Paul Ouellette à la guitare et au chant, Brian Malone à la guitare et Ed Webb à la basse.
En 1999, Diabolic enregistre son premier album intitulé Supreme Evil. Ce CD, masterisé aux Morrisound Recording Studios à Tampa et comportant une pochette de Joe Petagno (Motörhead, Marduk, Krisiun), sort sur Conquest/Hammerheart Records et reçoit une multitude d'excellentes critiques. D'autres concerts suivent, et le groupe continue à gagner en notoriété et à écrire pour sa prochaine sortie.
L'année suivante, en 2000, Diabolic enregistre son deuxième album intitulé Subterraneal Magnitude, qui sort à nouveau sur le label Conquest/Hammerheart Records. Il est produit par Juan « Punchy » Gonzalez (Morbid Angel, Terrorizer). À cette époque, le chanteur Paul Ouellette passe à la basse et le groupe recrute Brian Hipp (Brutality, Cradle of Filth, Acheron) comme guitariste principal.
Diabolic est rapidement engagé pour le « Death Metal Massacre Tour 2000 », en première partie de Cannibal Corpse, God Dethroned et Hate Eternal, jouant à guichets fermés pendant quatre semaines, dans tous les Etats-Unis. En 2001, Diabolic a l'honneur d'être choisi pour le prestigieux Metal Maniacs « Xmass Ball Tour 2001 », en première partie d'Enslaved et de Macabre, suivi d'une tournée nord-américaine de trois semaines aux États-Unis et au Canada, en première partie de Marduk et Amon Amarth. La même année, le groupe est choisi pour ouvrir plusieurs dates dans le sud des États-Unis avec les pionniers du death metal Morbid Angel. 
En 2002, Diabolic signe chez Century Media/Olympic Records et bat tous ses précédents albums avec son troisième CD, Vengeance Ascending, une fois de plus produit par Juan « Punchy » Gonzalez. Une fois de plus, ce CD présente une pochette de Joe Petagno, et introduit la recrue Jerry Mortellaro, le nouveau guitariste principal. Le groupe part ensuite pour une tournée américaine d'un mois à guichets fermés en première partie de Dimmu Borgir, Cryptopsy et Krisiun. En novembre 2002, Diabolic a fait ses débuts en Europe, pour une tournée d'un mois dans dix pays en première partie de Behemoth, Deströyer 666 et Deicide.
En 2003, et après la tournée européenne, le groupe subit plusieurs changements majeurs de composition. Le groupe original a disparu et a été remplacé. Dirigé par le seul membre original restant, Brian Malone, le groupe enregistre son quatrième CD complet, Infinity Through Purification. Produit par Neil Kernon (Cannibal Corpse, Nile, Judas Priest) et sorti sur le label Century Media Records, il reçoit des critiques peu enthousiastes. Le groupe s'était assuré une place en première partie de la prochaine tournée américaine de Deicide, mais peu après la sortie de l'album, il est annoncé qu'il était dissous définitivement.
Entre-temps, les membres originaux de Diabolic, Aantar Cotes, Paul Ouellette ainsi que les guitaristes Kelly McLauchlin (Pessimist, Unholy Ghost, Possessed) et Jerry Mortellaro s'étaient réunis en 2003 pour former un nouveau groupe, Unholy Ghost. Signé chez Century Media/Olympic Recs, ce groupe a sorti son premier CD, Torrential Reign, produit par Juan « Punchy » Gonzalez (Morbid Angel, Terrorizer) ainsi qu'une vidéo pour Under Existence, sortie sur le DVD de Century Media Europe. Le groupe a ensuite joué dans plusieurs festivals très médiatisés tels que le « Sun 'n' Steel » Metalfest de Floride, le Snakenet.com « Metal Nation » Fest, le Metalfest de Las Vegas et le « Gathering of the Bestial Legions » Metalfest à Los Angeles. Malgré son succès apparent, Unholy Ghost se dissout rapidement en 2005 et le guitariste principal Kelly McLauchlin retourne travailler avec Pessimist, et le batteur Aantar Coates forme un autre nouveau groupe, Blastmasters.
En 2006, au milieu de batailles juridiques pour les droits d'utilisation du nom, Diabolic se reforme. Aantar Coates et Kelly McLauchlin, ainsi que des membres de la formation Blastmasters enregistrent leur EP de retour, Possessed By Death, en 2007. Puis, après avoir réintégré Paul Ouellette en 2008, ils enregistrent un nouvel EP, Chaos in Hell. Les deux EP autoproduits ont été enregistrés aux studios DOW à Tampa, en Floride, avec le producteur de longue date Juan « Punchy » Gonzalez. Le groupe signe ensuite chez Deathgasm Records en 2008, et sort les deux EP sur un seul CD, Chaos in Hell/Possessed by Death. Diabolic continue en jouant des concerts à Tampa avec Monstrosity et Six Feet Under, et dans des festivals comme « Mayhem in May » à Louisville au Kentucky et « Gathering of the Bestial Legions III » Metalfest à Hollywood en Californie.
Le groupe retourne une fois de plus aux DOW Studios en compagnie de Juan « Punchy » Gonzalez. En 2010, Diabolic sort son dernier album, Excisions of Exorcisms, sur le label Deathgasm Records, avec un retour à un noyau dur comprenant Aantar Coates, Paul Ouellette, et les guitaristes Kelly McLauchlin et Jeff Parrish.
En avril 2010, Diabolic est choisi pour ouvrir les premières dates de la tournée Cannibal Corpse Evisceration Plague (à la place de 1349), avec des concerts à Atlanta en Géorgie, Raleigh en Caroline du Nord, Washington DC et Long Island, dans l'État de New York. Le groupe fait ensuite des apparitions dans les festivals de Las Vegas Deathfest II et Hostile City Death Fest II à Philadelphie, Pennsylvanie.
Jeff Parrish est mort le 14 février 2013 d'une crise cardiaque dans son sommeil. Il avait 40 ans.

## Membres

### Actuels
- Aantar Lee Coates - batterie (1996-2002, 2004-présent)
- Kelly McLauchlin - guitares (1996-1997, 2006-2010, 2015-présent)
- Jerry Mortellaro - guitares (2001-2002, 2016-présent)
- Paul Ouellette - voix, basse (1998-2002, 2007-2010, 2012-présent), guitare (1997-1998, 2007)

### Anciens
- Brian Malone - guitares (1997-2004)
- Bryan Hipp - guitares (2000-2001)
- Eric Hersemann - guitares (2002-2004)
- Jeff Parrish - guitares (2007-2013)
- RJ Reinagle - guitares (2006-2007, 2011-2015)
- Rutger A. Cole - basse (1996-1997)
- Jesse Jolly - chant, basse (2006)
- John C. Hall III - chant, basse (2011-2012)
- Edwin Webb - basse (1997-1998, 1998-2000, 2003-2007), chant (1998-2000, 2003-2008)
- Gaël Barthelemy - batterie (2003-2004)

## Discographie
- Supreme Evil (1998)
- City of the Dead - EP (1999)
- Subterraneal Magnitude (2001)
- Vengeance Ascending (2001)
- Infinity Through Purification (2003)
- Shellfire and Tombstones (2006)
- Possessed By Death - EP (2007)
- Chaos In Hell - EP (2007)
- Excisions of Exorcisms (2010)

## Source
- (en) Cet article est partiellement ou en totalité issu de l’article de Wikipédia en anglais intitulé « Diabolic » (voir la liste des auteurs).